# Michael Bazyler
Michael J. Bazyler (geboren 1952) ist ein US-amerikanischer Rechtswissenschaftler, der zur Wiedergutmachung nach dem Nationalsozialismus arbeitet.

## Leben
Michael Bazyler studierte an der University of California und nach seinem B.A. ab 1974 Rechtswissenschaft an der University of Southern California Law School. Er machte 1978 das Examen zum Juris Doctor (J.D.). Ab 1982 war er Associate Professor an der Whittier Law School in Costa Mesa (Kalifornien). Seit 2008 ist er Rechtsprofessor an der Chapman University in Orange (Kalifornien).
Bazyler war vielfach als Gastprofessor eingeladen, dabei häufig an die Universität Haifa. Er war mehrfach Dozent in der Sommerschule der University of San Diego School of Law.
Bazyler leitete 2005 eine wissenschaftliche Konferenz zum 60. Jahrestag des Nürnberger Prozesses im Sitzungssaal des Justizpalastes in Nürnberg und 2011 eine Konferenz zum 50. Jahrestag des Eichmann-Prozesses in der
Loyola Law School.
Seine Untersuchung Holocaust, Genocide, and the Law wurde 2016 mit einem Preis des Jewish Book Council ausgezeichnet.

## Schriften (Auswahl)
- Holocaust Justice: The Battle for Restitution in America’s Courts. New York : New York University Press, 2003, ISBN 0-8147-9903-5
- The Holocaust on Trial: David Irving vs. Penguin Books Ltd. And Deborah Lipstadt, in: Robert Garber (Hrsg.): Jews on Trial. Ktav Publishing House, 2005
- (Mhrsg.): Holocaust Restitution: Perspectives on the Litigation and Its Legacy. New York: NYU Press, 2006
- The Role of the Soviet Union at the International Military Tribunal at Nuremberg. In: Herbert R Reginbogin, Christoph J Safferling, Walter R Hippel (Hrsg.): Die Nürnberger Prozesse: Völkerstrafrecht seit 1945 / The Nuremberg Trials: International Criminal Law Since 1945. Kluwer 2006
- mit Roger P. Alford (Hrsg.): Holocaust Restitution. Perspectives on the Litigation and Its Legacy. New York, NY : New York Univ. Press, 2006
- Ein unabgeschlossenes Kapitel der Holocaust-Justiz: Die Holocaust Restitutionsbewegung und die Nazi-Raubkunst. In: Inka Bertz (Hrsg.): Kulturgut aus jüdischem Besitz von 1933 bis heute. Jüdisches Museum Berlin und Jüdisches Museum Frankfurt. Göttingen: Wallstein, 2008, ISBN 978-3-8353-0361-4
- The Thousand Year Reich’s Over One Thousand Anti-Jewish Laws. In: The Routledge History of the Holocaust, Routledge 2011
- mit Frank M. Tuerkheimer: Forgotten Trials of the Holocaust. New York : New York University Press, 2014, ISBN 978-1-4798-9924-1
- Holocaust, Genocide, and the Law: A Quest for Justice in a Post-Holocaust World. Oxford University Press, 2016, ISBN 978-0-19-539569-3
- mit Kathryn Lee Boyd, Kristen L. Nelson, Rajika L. Shah: Searching for Justice after the Holocaust: Fulfilling the Terezin Declaration and Immovable Property Restitution. Oxford University Press, 2019, ISBN 978-0-19-092306-8